# Samtgemeinde Lüchow (Wendland)
Die Samtgemeinde Lüchow (Wendland) ist eine Samtgemeinde im Landkreis Lüchow-Dannenberg. In ihr sind zwölf Kommunen zur Erledigung ihrer Verwaltungsgeschäfte zusammengeschlossen. Sie wurde am 1. November 2006 aus den Samtgemeinden Clenze und Lüchow gebildet. Grundlage dafür ist das niedersächsische Gesetz zur Stärkung der kommunalen Selbstverwaltung im Landkreis Lüchow-Dannenberg. Sitz der Samtgemeinde ist die Stadt Lüchow (Wendland). Im Flecken Clenze besteht eine Außenstelle der Verwaltung.

## Geografie

### Geografische Lage
Die Samtgemeinde Lüchow (Wendland) im südlichen Landkreis Lüchow-Dannenberg liegt inmitten des Dreiecks Hamburg, Hannover und Berlin.

### Ausdehnung des Samtgemeindegebiets
Das Gebiet der Samtgemeinde umfasst eine Fläche von 561,05 km².

### Samtgemeindegliederung
Die Samtgemeinde Lüchow (Wendland) umfasst seit dem 1. November 2006 zwei Städte, zwei Flecken und acht Gemeinden.
1. Bergen an der Dumme, Flecken
2. Clenze, Flecken
3. Küsten
4. Lemgow
5. Luckau (Wendland)
6. Lübbow
7. Lüchow (Wendland), Stadt
8. Schnega
9. Trebel
10. Waddeweitz
11. Woltersdorf
12. Wustrow (Wendland), Stadt

## Politik
Die Samtgemeinde Lüchow (Wendland) gehört zum Landtagswahlkreis 48 Elbe und zum Bundestagswahlkreis 38 Lüchow-Dannenberg – Lüneburg.

### Samtgemeinderat
Der Samtgemeinderat Lüchow (Wendland) besteht aus 34 Ratsfrauen und Ratsherren. Dies ist die festgelegte Anzahl für eine Samtgemeinde mit einer Einwohnerzahl zwischen 20.001 und 25.000 Einwohnern. Die 34 Ratsmitglieder werden durch eine Kommunalwahl für jeweils fünf Jahre gewählt. Die aktuelle Amtszeit begann am 1. November 2021.

Stimmberechtigt im Samtgemeinderat ist außerdem der hauptamtliche Samtgemeindebürgermeister Sascha Liwke (CDU).
Aus dem Ergebnis der Kommunalwahl 2021 ergab sich folgende Sitzverteilung:
| Samtgemeinderat 2021Insgesamt 34 Sitze - Linke: 1 - SPD: 6 - Grüne: 6 - BsB: 1 - BL: 1 - SOLi: 2 - UWG: 5 - CDU: 9 - AfD: 2 - Basis: 1 |

Vorherige Sitzverteilungen:
| Wahljahr | CDU | SPD | UWG | Grüne | AfD | SOLi | BL | FWW | WFW | BsB | Gesamt   |
| 2016     | 10  | 8   | 6   | 4     | 2   | 2    | 1  | 1   | 0   | -   | 34 Sitze |
| 2011     | 11  | 7   | 6   | 5     | -   | 2    | 1  | -   | 1   | 1   | 34 Sitze |

### Samtgemeindebürgermeister
Hauptamtlicher Samtgemeindebürgermeister der Samtgemeinde Lüchow ist Sascha Liwke (CDU). Er trat am 1. November 2021 die Nachfolge von Hubert Schwedland an, der das Amt von 2006 bis zum 31. Oktober 2021 innehatte.

### Wappen
Das Wappen der Samtgemeinde zeigt ein Halbrundschild, gespalten, vorn in rot drei auf Spitze gestellte goldene Rauten im Verhältnis 2:1, hinten in gold einen aufrecht stehenden, in den Fängen einen Schlüssel haltenden blauen Löwen.

### Flagge
Die Flagge der Samtgemeinde ist rot-gold und trägt das Wappen der Samtgemeinde.

## Kultur und Sehenswürdigkeiten
- Amtsturm-Museum in Lüchow
- Stones Fan Museum in Lüchow
- Rundlingsmuseum Wendlandhof in Lübeln
- Museum Wustrow
- Museum „Blaues Haus“ in Clenze
- Swinmark-Grenzlandmuseum in Göhr